# Krf (mesto)
Krf (grško Κέρκυρα; italijansko... Corfu) je največje in glavno mesto otoka Krf iz skupine Jonskih otokov. Krf je tudi glavno mesto istoimenske prefekture.

## Geografski položaj
Mesto Krf  leži približno sredi otoka srpaste oblike, s pogledom proti vzhodu in leži nasproti grške celine.

## Etimologija
Ime otoka Kerkyra ali Korkyra je povezano z grško mitologijo. Mit pravi, da se je bog morja Pozejdon zaljubil v lepo nimfo Korkyro, hčerko rečnega boga Azopa in rečne nimfe Metope, in jo ugrabil. Odpeljal jo je na dotlej neznan otok in ga z navdušenjem mladoporočenca po svoji ženi imenoval Korkyra, kar se je postopoma preoblikovalo v Kerkyra. S Korkyro je dobil sina Fajaksa, po katerem se prebivalci otoka imenujejo Fajaki.
Drugo in verjetno točnejše poimenovanje otoka je vezano na prevod imena v grščino, kjer naj bi naziv otoka pomenil »greben poln vrhov«.

## Zgodovina
Že v antičnem času je bilo zgrajena naselbina, antična Kerkira. Okoli leta 590 pr. n. št. je bil postavljen Artemidin hram, katerega ruševine so vidne še danes. Leta 229 pr. n. št. so mesto osvojili Rimljani. Temeljni kamen za današnje mesto so med svojo vladavino postavili Benečani, ki so mestu vladali med letoma 1204 in 1789. Leta 1716 so mesto oblegali Turki, a se je mesto uspelo obraniti. Obrambo je vodil nemški feldmaršal Johann Matthias von der Sculenburg, ki je služboval v beneški vojski. Leta 1815 je Krf postal glavno mesto republike Združene države Jonskih otokov, državne tvorbe pod britanskim protektoratom. 21.maja 1864 je Krf pripadel Grčiji. Med prvo svetovno vojno  med letoma 1916 in 1918 so otok zasedle francoske pomorske sile. Na otoku je bil med letoma 1916 in 1917 sedež vlade Kraljevine Srbije v izgnanstvu. Leta 1916 se je na otoku zbrala in reorganizirala srbska vojska, ki je preživela umik preko Albanije. Tako se je do aprila 1916 na Krfu zbralo 151.828 srbskih vojakov in civilistov. 20. julija 1917 so na Krfu podpisali Krfsko deklaracijo, s katero se je zaključil proces tvorbe Jugoslavije. Deklaracijo sta podpisala predsednik vlade Kraljevine Srbije Nikola Pašić in Ante Trumbić v imenu takoimenovanega Jugoslovanskega odbora, ki so ga sestavljali politični emigranti (Slovenci, Hrvati) iz Avstro-Ogrske.
Leta 1923 so Krf za nekaj časa okupirali Italijani.
V drugi svetovni vojni je bil Krf od leta 1941 do 1943 pod italijansko okupacijo, potem do leta 1944 pod nemško. Okupacijske sile so v precejšnji meri demolirale mesto Krf. Nemški Gestapo je otoške Žide transportiral v Auschwitz, kjer jih je preživelo zgolj manjše število. V spomin in zahvalo se del mesta Krfa imenuje Evraiki, kar pomeni židovsko predmestje. Po vojni je otok znova pripadel Grčiji.

## Znamenitosti
Mesto je locirano na vzhodni obali nasproti grške celine.  Po štetju prebivalstva iz leta 2001 mesto šteje 39.487 prebivalcev. Mesto je razdeljeno na dva dela, stari in novi del mesta. Stari del mesta Krf je od leta 2007 na Unescovem seznamu svetovne zgodovinske dediščine. Ker so v mestu tri zgodovinske trdnjave se je mesta Krf prijel naziv Kastropolis (mesto trdnjav). V mestu sta sedeža Grške pravoslavne in katoliške škofije.  V mestu je od leta 1984 sedež Jonske univerze, na kateri poučujejo zgodovino, glasbo, jezikoslovje s prevajanjem,  knjižničarstvo in arhiviranje, računalniške znanosti, audio in video umetnosti. Jonska univerza je s svojo dejavnostjo pričelala leta 1985. Že leta 1824 pa so Britanci ustanovili Jonsko univerzo, predhodnico današnje univerze.
Temeljni kamen za mesto so med svojo vladavino postavili Benečani. Delno je čutiti vpliv Francozov in predvsem Angležev s svojim kolonialnim slogom. Srce mesta je četrt Cambiello iz obdobja Benečanov. Osrednji trg Esplanade je obdan s stavbami in spomeniki, ki izžarevajo zgodovino. Skupaj s kraljevsko palačo in Staro trdnjavo sestavlja celoto. Kraljevska palača je bila zgrajena v letih 1818 do 1823 po načrtih angleškega arhitekta Georgea Whitmora kot rezidenca britanskih lordov. Tedanji britanski guverner Thomas Maitland je dal pripeljati kot gradbeni material svetli maltežanski peščenec. V dvorcu je muzej azijske umetnosti, ki hrani zbirko več kot 10.000 predmetov s poreklom iz Kitajske, Japonske in Indije, ki so bili last nekdanjih diplomatov.
Novo trdnjavo so postavili Benečani leta 1570. Trdnjava je povezana s številnimi podzemnimi rovi s Staro trdnjavo.
Najdbe iz »antične« preteklosti otoka Krf hrani Arheološki muzej. Med največje dragocenosti muzeja spadajo reliefi iz Artemidinega svetišča (6. stoletje pr. n. št.), med njimi trimetrski kip Gorgone s kačami v laseh. V mestu so še Bizantinski muzej, Muzej papirnatega denarja, Mestna galerija.
Manjši ocvetličen trg pa leži med mestno hišo in nekdanjo škofovsko palačo katoliških škofov.  
V predmestju Anemomylos stoji gradbenozgodovinsko najzanimivejša cerkev v mestu, Cerkev Jasona in Sosipatra. Cerkev je bila postavljena verjetno okoli leta 1000 in so pri njeni gradnji uporabili antične kamne. Arhitekturno sodi v tip bizantinskih cerkva s križno kupolo, v njej pa so ohranjene ikone kretskega slikarja Emanuela Tzanesa.
Cerkev Mitropolis je glavna cerkev v Krfu in so jo posvetili leta 1577. Uradno ime današnje škofovske cerkve je Panagia Spiliotissa. V njej so dragocene ikone jonske šole. Ponos zbirke je ikona Matere Božje iz 15. stoleta, poslikana z obeh strani. V cerkvi počiva tudi cesarica Teodora, ki je v obdobju ikonoklazma zavzela zmerno stališče.
Cerkev Sv. Spiridona so postavili konec 16. stoletja. Slovi po stropnih poslikavah, imenovanih Ourania. V cerkvi je v posebni kapeli z dragulji okrašen sarkofag sv. Spiridona. Spiridon je bil v začetku 4. stoletja pastir na Cipru. Ko mu je umrla mlada žena, je odšel v samostan in nazadnje postal škof. Po smrti so iz njegovega groba zrasle vrtnice, in ko so grob odprli, so našli nerazpadlo truplo. V času turškega ogrožanja Cipra so Spiridona prepeljali najprej v Konstantinopel in pozneje v 15. stoletju skupaj s sv. Teodoro na Krf. Verniki štirikrat letno (na cvetno nedeljo v spomin na leto 1629 zaradi rešitve pred kugo, velikonočno soboto v zahvalo konca hude lakote 1550, 11. avgusta v spomin konca turškega obleganja 1716 in prvo nedeljo v novembru v zahvalo za rešitev pred kugo 1673) nosijo v procesijah po ulicah mesta.
V mestu deluje tudi filharmonija, ki je bila ustanovljena leta 1840.
V mestu Krf se je rodil leta 1776 Ioannis Kapodistrias, prvi ministrski predsednik osvobojene Grčije.

## Podnebje
Podnebje na otoku in v mestu je sredozemsko. Poletja so topla, toda ne ekstremno vroča. Zime so mile z redkimi temperaturami pod 10 °C. Zaradi večje vlažnosti v zraku in večje količine padavin (okoli 1200 mm letno) je v primerjavi z ostalimi področji Grčije otok znan po svoji zeleni vegetaciji.
Vremenske razmere v mestu Krf
| Vremenske razmere                       | Jan. | Feb. | Mar. | Apr. | Maj  | Jun. | Jul. | Avg. | Sep. | Okt. | Nov. | Dec. |
| Povprečje sončnih ur na dan             | 4,0  | 4,8  | 5,7  | 7,7  | 9,6  | 11,0 | 12,5 | 11,1 | 9,0  | 6,7  | 4,4  | 3,3  |
| Povprečna dnevna temperatura zraka [°C] | 13,8 | 14,2 | 15,9 | 19,1 | 23,6 | 28,1 | 31,0 | 31,5 | 27,7 | 23,1 | 19,1 | 15,7 |
| Povprečna nočna temperatura zraka [°C]  | 5,0  | 5,4  | 6,7  | 9,1  | 12,2 | 15,9 | 18,0 | 18,4 | 16,4 | 13,0 | 10,2 | 7,0  |
| Voda [°C]                               | 14   | 14   | 14   | 16   | 18   | 21   | 23   | 24   | 23   | 21   | 18   | 16   |
| Povprečno število deževnih dni          | 13   | 11   | 9    | 7    | 5    | 2    | 1    | 1    | 5    | 9    | 12   | 15   |

## Konzulati
V mestu Krf delujejo številni konzulati tujih držav
| - Avstrija - Danska - Francija - Irska - Italija - Nemčija - Nizozemska - Norveška - Portugalska - Rusija - Švedska |

## Mednarodno sodelovanje
Mesto Krf je pobrateno z naslednjimi mesti
| - Kruševac, Srbija - Pafos, Ciper - Famagusta, Ciper - Meisen, Nemčija - Troisdorf, Nemčija - Asha, Ciper - Brindisi, Italija - Vati, Samos, Grčija - Carovigno, Italija - Verona , Italija - Koper, Slovenija - Sarandë, Albanija - Tremetousia, Ciper - Janina, Grčija - Beograd , Srbija |